# Wheelman (película)
Wheelman es una película estadounidense de acción y suspenso escrita y dirigida por Jeremy Rush y protagonizada por Frank Grillo, Garret Dillahunt, Shea Whigham y Caitlin Carmichael. Fue estrenada en Netflix el 20 de octubre de 2017. 

## Reparto
- Frank Grillo como Wheelman.
- Garret Dillahunt como Clayton.
- Caitlin Carmichael como Katie.
- Wendy Moniz como Jessica.
- Slaine como Jazz Handler.
- John Cenatiempo como Real Handler.
- Shea Whigham como Mohawk Man.
- Jeffrey Samai como Ben Okri.

## Producción
El 10 de mayo de 2016, se informó que Frank Grillo desempeñaría el papel principal en la película de suspenso de acción Wheelman, que sería dirigida por Jeremy Rush a partir de su propio guion, mientras que Grillo también produciría la película junto con Joe Carnahan y Myles Nestel de The Solution Entertainment Group. El 17 de mayo de 2016, Netflix adquirió los derechos mundiales de la película, que fue financiada por The Solution.
La fotografía principal de la película comenzó el 12 de septiembre de 2016 en Fort Point de Boston, y más tarde también se filmó en Lawrence, Massachusetts.

## Estreno
Wheelman fue estrenada  en Netflix el 20 de octubre de 2017.